# Дмитро Кљачкивски
Дмитро Семенович Кљачкивски (укр. Дмитро́ Семе́нович Клячкі́вський; Збараж, 4. новембар 1911 — Оржив, 12. фебруар 1945), познат и под псеудонимом Клим Савур, био је командант Украјинске устаничке армије (УПА). Одговоран је за етничко чишћење Пољака из Волиније.
Дмитро Кљачкивски се сматра иницијатором масакра Пољака у Волинији, данашњој западној Украјини од 1943. до 1945. године. Управо је његова директива, издата средином 1943. године, наложила истребљење пољског становништва широм покрајине. Кљачкивски је запретио војним судом једном команданту који се томе успротивио.
Кљачкивски је погинуо у заседи снага НКВД-а 12. фебруара 1945. године у близини насеља Оржив у Ровењској области.